# Lisa Marie Montgomery
Lisa Marie Montgomery (Melvern, Kansas, Estados Unidos, 27 de febrero de 1968-Terre Haute, Indiana 13 de enero de 2021) fue una asesina convicta estadounidense con las facultades mentales perturbadas que fue condenada por el asesinato de Bobbie Jo Stinnett en 2004. Montgomery asesinó a Stinnett, que estaba embarazada de ocho meses, le arrancó el feto del vientre y lo secuestró.

## Crimen
Montgomery conoció a Stinnett en una web chat llamada "Ratter Chatter". Usando el nombre falso de "Darlene Fischer", Montgomery le dijo a Stinnett que ella también estaba embarazada. Las dos mujeres charlaron e intercambiaron correos electrónicos sobre sus embarazos. Montgomery entonces arregló una reunión en la casa de Stinnett bajo el pretexto de querer comprar un perro terrier, dado que la víctima era criadora y vendedora de esas mascotas.
El 16 de diciembre de 2004, Montgomery estranguló a la mujer embarazada de ocho meses con un cordón rosa en su casa en Skidmore, Misuri, le abrió el vientre, extrajo el feto y cortó con cuidado el cordón umbilical del bebé prematuro. Más tarde intentó hacer pasar a la niña como su propia hija. Stinnett fue descubierta por su madre, Becky Harper, en un charco de sangre solo una hora después de la agresión. Harper inmediatamente llamó al 911, describiendo las heridas que le causaron a su hija como si «su estómago hubiera explotado». Los intentos de los paramédicos por revivirla fueron en vano y fue declarada muerta en Hospital St. Francis en Maryville, Misuri. En sus manos sujetaba algunos mechones de cabellos rubios. Su madre explicó que una hora antes justo le decía por teléfono que esperaba la visita de una mujer de Fairfax cuando colgó para recibirla.
El 17 de diciembre de 2004, Montgomery estaba en su casa cuando fue arrestada. Después de la captura de Montgomery por la policía, la criatura raptada por Lisa fue recuperada. Victoria Jo Stinnett fue devuelta al cuidado de su padre, Zeb Stinnett, que había salido a trabajar cuando su esposa fue asesinada.

## Juicio y condena
El delito de Montgomery fue calificado como Acto de la Ley de Secuestro Federal, ya que ella cometió el secuestro al cruzar las líneas estatales. El cargo fue «secuestro con resultado de muerte», en el Título 18, Código de los Estados Unidos 1201. El fiscal federal Todd Graves declaró que la jurisdicción federal se establece cuando una persona muere como resultado de un secuestro. La violación del Título 18, USC 1201 puede resultar en la pena capital o cadena perpetua.

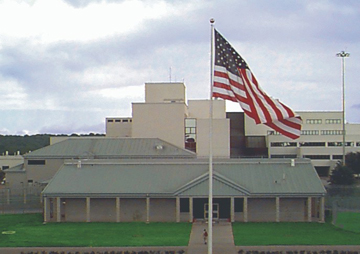
Centro Médico Federal, Carswell, donde Montgomery pasó su última etapa de reclusa y fue ejecutada.

En una audiencia previa al juicio, un neuropsicólogo testificó que las lesiones en la cabeza que había sufrido algunos años antes podría haber dañado la parte del cerebro que controla la agresión. Durante su juicio en una corte federal, los abogados de la defensa afirmaron que ella padecía de pseudociesis, una condición mental que hace creer falsamente a una mujer que está embarazada y presenta signos externos de embarazo.
El notable neurocientífico V. S. Ramachandran dio testimonio experto de que Montgomery padecía graves engaños de embarazo psicológico. Según Ramachandran, la dura niñez de Montgomery y abuso sexuales sufridos causaron traumas en su mente. Ramachandran declaró que Montgomery padecía una enfermedad mental severa o defecto cuando cometió el delito y que era incapaz de apreciar la naturaleza y calidad de sus actos.
El psiquiatra forense Park Dietz atestiguó para el procesamiento. Dietz había trabajado como fiscal en otros casos, incluyendo el de los asesinos seriales Jeffrey Dahmer y Ted Kaczynski "Unabomber", así como el de dos mujeres, Andrea Yates y Susan Smith, que habían matado a sus propios hijos. Yates fue encontrada no culpable por razones de demencia.
El 22 de octubre de 2007, el jurado encontró a Montgomery culpable de asesinato. El 26 de octubre, el jurado recomendó la pena de muerte. El juez Gary A. Fenner dio formalmente la sentencia de muerte a Montgomery.
El fiscal Mate Whitworth opinó que Lisa Montgomery había planeado el asesinato con premeditación, según un informe de la BBC. El 4 de abril de 2008, un juez confirmó la recomendación del jurado para la muerte.
Según el juez Hanlon,  «El estado mental actual de la señora Montgomery está tan separado de la realidad que no puede comprender racionalmente el motivo del gobierno para ejecutarla».
El 19 de marzo de 2012, el Tribunal Supremo de los Estados Unidos negó la petición de clemencia de Montgomery.
Montgomery estuvo registrada por la Agencia Federal de Prisiones con el número 11072-031, y estuvo recluida en el corredor de la muerte del Centro Médico Federal, Carswell en Fort Worth, Texas.

## Ejecución
Montgomery fue ejecutada mediante inyección letal el miércoles 13 de enero de 2021 en la Penitenciaría de Estados Unidos en Terre Haute, Indiana. Fue declarada muerta a la 1:31 a. m. (EST). Cuando se le preguntó si tenía alguna última palabra, respondió «No». Poco después de su muerte, su abogada, Kelley Henry, emitió un comunicado en el que decía:

«La cobarde sed de sangre de una administración fallida se puso de manifiesto esta noche. Todos los que participaron en la ejecución de Lisa Montgomery deberían sentir vergüenza».

Montgomery fue la primera presa federal ejecutada en 67 años. Solo otras tres mujeres han sido ejecutadas por el gobierno federal de los Estados Unidos: Mary Surratt, en la horca en 1865; Ethel Rosenberg, en la silla eléctrica en 1953; y Bonnie Emily Heady en la cámara de gas también en 1953.

## Representaciones

### Programas
- El caso es recreado en un segmento de la serie de televisión Las verdaderas mujeres asesinas (Deadly women) de Investigation Discovery, en el episodio 8 de la temporada 3 (2009).